# Abel Azcona
Abel Azcona   (Madrid, 1 d'abril de 1988) és un artista conceptual navarrès nascut a Madrid especialitzat en l'àmbit de l'actuació artística, la instal·lació, l'escultura, el videoart, l'escriptura i la pintura.

## Biografia

### Primers anys
La seva infància va estar marcada per l'abandonament de la seva mare poc després de néixer, la qual exercia la prostitució i era heroïnòmana. Els primers anys de vida es va criar en una família desestructurada propera a la seva mare. Va viure situacions de maltractament, abús sexual i, novament, abandonament. Amb set anys, una família navarresa catòlica el va adoptar. L'adopció va ser conflictiva i en la seva joventut l'artista va tornar a trobar-se al carrer. En aquesta situació de precarietat va començar a crear i a utilitzar l'art com una eina de denúncia.
Va fer la seva formació artística al centre públic Escuela de Arte y Superior de Diseño de Pamplona.

### Persecució
L'any 2012 la seva obra va començar a ser coneguda internacionalment. Les seves obres, sempre crítiques amb les religions i l'extrema dreta, han estat perseguides mitjançant amenaces i denúncies, fet que ha comportat que s'hagi hagut d'asseure als tribunals en diverses ocasions. Així i tot, sempre s'ha declarat desobedient malgrat el risc d'entrar a la presó: «Prefereixo artistes a les presons que artistes callats al seu estudi».

### Exili
Des de l'any 2019, Azcona es troba exiliat a la ciutat de Lisboa, Portugal, per l'assetjament de diferents entitats i organitzacions polítiques. Des de l'any 2019 existeix una ordre de crida i cerca contra ell per les seves creacions i en contra de la llibertat d'expressió. Conseqüentment, l'artista decidí declarar-se desobedient i no acudir als jutjats que el persegueixen per la seva obra.
El maig de l'any 2019, malgrat l'ordre de crida i cerca emesa contra ell, Azcona va tornar a territori espanyol i va realitzar diverses exposicions i conferències sobre la importància i el deure de reincidència de l'artista des d'un posicionament desobedient. La seva obra va acollir temàtiques crítiques amb l'pederàstia en el si l'Església o el racisme promogut per sectors d'extrema dreta, en exposicions en ciutats com Múrcia, Madrid i Palma. Azcona també va ser entrevistat pel politòleg Juan Carlos Monedero al seu programa de PublicoTV.
El 15 d'abril de 2021 el jutjat d'instrucció de Berga arxivaria el cas obert contra Abel Azcona per haver escrit amb hòsties consagrades la paraula "pederàstia" en una de les seves performances feta l'any 2016. L'Associació d'Advocats Cristians s'havia querellat contra ell per un "delicte de profanació i contra els sentiments religiosos". El jutge no només desestimà l'acusació, sinó que també va fer retirar la d'obstrucció a la justícia que tenia per no presentar-se a declarar fins en tres ocasions, i també l'ordre de cerca i captura que pesava contra ell. L'artista navarrès podria llavors tornar lliurement a l'Estat espanyol.

## Obra
L'obra d'Abel Azcona és altament autobiogràfica. La majoria de peces creades per l'artista navarrès tenen relació directa amb situacions viscudes en la seva infància. Per aquesta raó tracta temàtiques com el maltractament, l'abús, la malaltia mental, la privació de llibertat i l'abandonament. Les seves últimes obres han evolucionat de la performance més pura a accions més híbrides considerades dins de l'art processual, utilitzant el cos fins al final tot buscant la transformació de l'espectador.

### Primeres obres
La primeres obres, dels anys 2004 i 2005, foren accions de factura senzilla realitzades a la ciutat de Pamplona, amb temàtiques amb connexió directa amb la pròpia experiència vital: l'artista als carrers i places accionant obres crítiques amb esdeveniments viscuts.

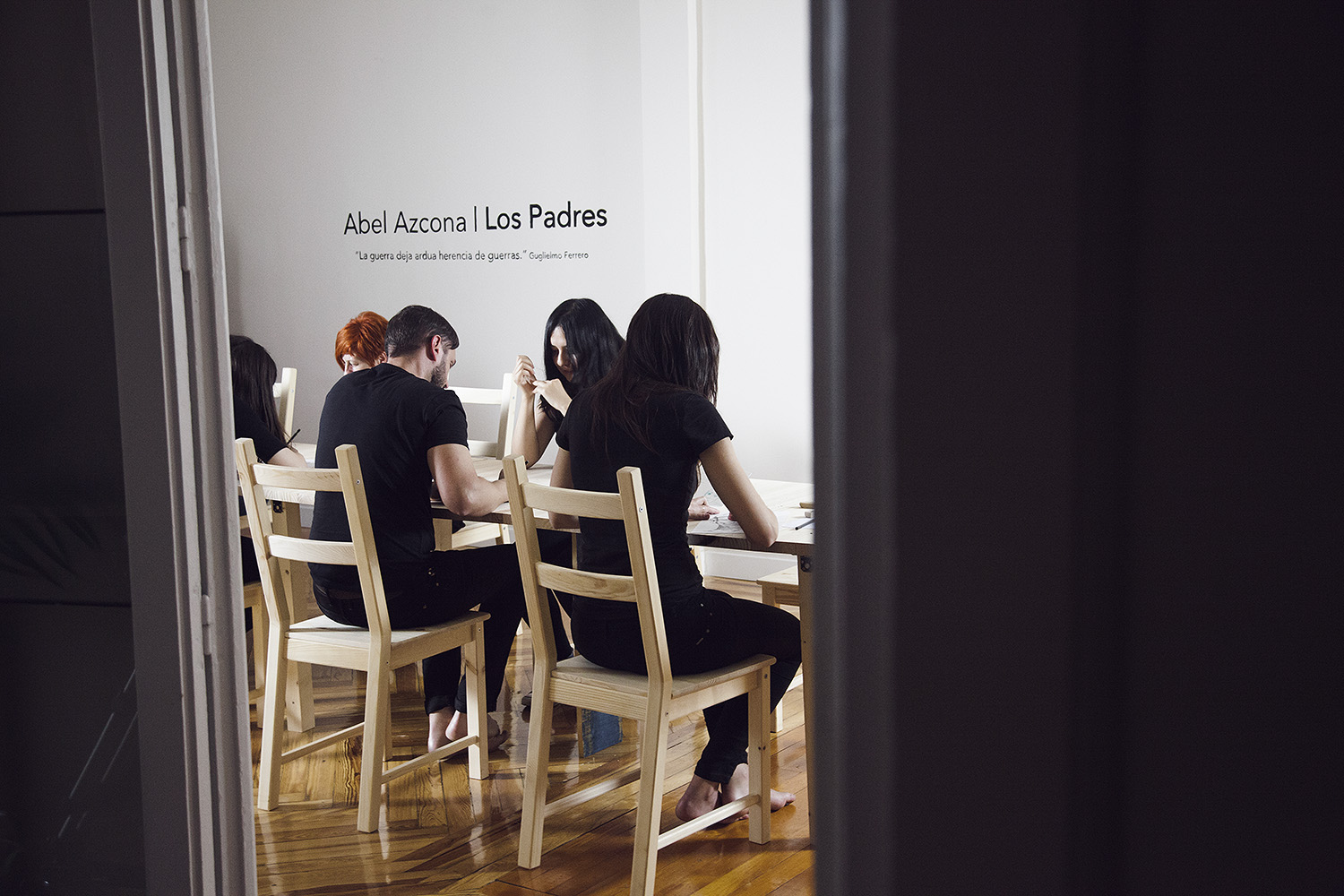
Los Padres a l'exposició retrospectiva dedicada a Abel Azcona al Museu d'Art Contemporani de Bogotà

### Obres més reconegudes
Una de les obres més conegudes va ser la presentada a la Galeria Santa Fe de Bogotà on l'artista convidava al públic a compartir el seu jaç en directe. Més de cent persones van compartir els tres minuts d'invitació des d'un enfocament sexual. El pagament per la participació va ser de cent mil pesos colombians. L'obra era una denúncia en primera persona de la situació d'abús i prostitució de la seva pròpia mare i posteriorment del propi artista. Aquesta obra va ser presentada posteriorment a la Factoria d'Art i Desenvolupament de Madrid i després va ser l'obra inaugural de la Houston International Performance Art Biennale.
Més endavant, va presentar una nova obra connectada amb la sexualitat. Aquest cop els visitants tenien intimitat i el pagament per l'intercanvi artístic corresponia a una relació de prostitució habitual. Aquesta obra es va exposar a la Rossmut Gallery de Roma, acció durant la qual ell mateix es prostituïa.
Azcona va inaugurar l'esdeveniment internacional Queer New York Arts Festival amb una nova peça sexual. Aquesta vegada, sense intercanvi monetari, el públic tenia l'obligació, per poder-hi accedir, de compartir diversos minuts amb l'artista. Desenes de persones van compartir els tres llits consecutius on els visitants manipulaven el cos d'Azcona. El mitjà digital Hyperallergic va triar aquesta obra com una de les millors de l'any 2015 a Nova York.
L'any 2016, va presentar a València la que es considera la seva obra sexual més extrema: el seu cos inert al centre de la galeria pel consum previ d'estupefaents a mercè del públic i de la seva pròpia sexualitat. Una obra crítica sobre l'abús sexual.
L'any 2017, la galeria d'art La Juan Gallery, especialitzada en actuacions artístiques, va recopilar tots els projectes de temàtica sexual d'Azcona en una exposició de caràcter retrospectiu titulada «La extinción del deseo».

### Obra literària
L'editorial italiana Maretti va editar el 2015 el llibre Las Horas. Una obra literària on l'artista narra en primera persona diverses experiències i trobades sexuals dins dels seus processos artístics. El llibre es va editar en anglès i italià.
El novembre de 2015, el llibre col·lectiu El cielo en movimento de l'editorial Dos Bigotes es va publicar amb la participació de Pedro Almodóvar, Luis Eduardo Aute i Abel Azcona, entre d'altres.
El Círculo de Bellas Artes va acollir la presentació i lectura completa del manifest «Presunción del artista como sujeto radical y desobediente, tanto en vida como en muerte» en el marc del Festival EÑE. Azcona, a més, va ser el responsable d'inaugurar-lo amb una controvertida performance en viu.
El febrer de 2019, es va presentar a Madrid un llibre antològic amb tota l'obra de l'artista, la seva vida i les seves experiències. La presentació es va realitzar amb l'actriu Anabel Alonso. L'obra literària es titula Abel Azcona 1988-2018, el pròleg és de l'artista Tania Bruguera i l'epíleg de Pussy Riot.
El maig de 2019, va presentar amb la participació del cantant Valtònyc el llibre Arte, acción y rebeldía, una recopilació de les obres més polèmiques de l'artista i de la seva exposició a Sant Fruitós de Bages.

### Cinema documental
Al llarg de la seva carrera, Azcona ha participat en diversos projectes cinematogràfics. El 2016 el director navarrès Karlos Alastruey va dirigir el documental Abel Azcona: Born in darkness.
L'any 2018, la directora Isabel d'Ocampo, guanyadora d'un Premi Goya i especialitzada en cinema feminista, va estrenar el documental Serás hombre protagonitzat per Azcona. El documental, sobre masculinitats i prostitució, es va estrenar a la Setmana Internacional de Cinema de Valladolid.

## Polèmica
L'Església Catòlica ha perseguit Azcona des que ha afirmat en les seves creacions que l'«avortament és una de les principals mesures de protecció a la infància que existeixen». Després d'aquestes declaracions l'artista va inaugurar diverses exposicions en denúncia de la pederàstia global en el si de l'Església.
El novembre del 2015, Pamplona va dedicar-li una exposició retrospectiva amb gairebé la totalitat de la seva obra a l'antic Monument als Caiguts de la ciutat. Aquesta exposició va ser la mostra més visitada de la història de la sala d'exposicions. Mesos abans l'artista havia realitzat una obra col·lectiva enfront del monument amb familiars, fills i nets d'afusellats i desapareguts durant la Guerra Civil. El consistori va concedir a l'artista la possibilitat de localitzar la mostra al mateix lloc on estan enterrats Emilio Mola i José Sanjurjo. L'exposició va generar gran controvèrsia a la ciutat amb alguns partits polítics i organitzacions fonamentalistes cristianes manifestant-s'hi en contra.
L'obra «Amén», en què l'artista realitzava una instal·lació artística amb 242 hòsties consagrades, va ser perseguida des de la seva inauguració en el marc de l'exposició retrospectiva dedicada a l'artista a la ciutat de Pamplona.
«La muerte de un artista» és una obra polèmica inaugurada l'any 2018 en la qual convidava mitjançant diverses missives a totes les organitzacions, col·lectius i entitats que l'havien perseguit, denunciat o amenaçat de mort a disparar-li un tret durant l'obra. La peça es va inaugurar al vestíbul del Círculo de Bellas Artes de Madrid amb el mateix artista enfrontat a una pistola que podia utilitzar pel públic visitant.

## Reconeixements
Azcona va ser escollit com el millor artista de performance el 2014 per la premsa anglesa. Ha estat destacat de manera consecutiva els anys 2017, 2018 i 2019 en diversos mitjans de comunicació com un dels cinquanta homosexuals més influents de l'estat.